# Bonjour la langue
Pour plus de détails, voir Fiche technique et Distribution.
Bonjour la langue est un film dramatique français réalisé par Paul Vecchiali et sorti en 2023,.

## Fiche technique
Sauf indication contraire, les informations mentionnées dans cette section peuvent être confirmées par les bases de données cinématographiques IMDb et Allociné,  présentes dans la section « Liens externes ».
- Titre original : Bonjour la langue
- Réalisation : Paul Vecchiali
- Scénario : Paul Vecchiali et Pascal Cervo
- Musique : Roland Vincent
- Décors :
- Costumes :
- Photographie : Philippe Bottiglione
- Son : Greg Le Maître et Elory Humez
- Montage : Vincent Commaret
- Production : Paul Vecchiali et Malik Saad
- Société de production : Dialectik
- Société de distribution : La Traverse
- Pays de production :  France
- Langue originale : français
- Format : Drame
- Durée : 80 minutes
- Dates de sortie :
  - Suisse : 6 août 2023 (Locarno)
  - France : 27 août 2025

## Distribution
- Paul Vecchiali
- Pascal Cervo